# Elezioni comunali in Umbria del 2022
Le elezioni comunali in Umbria del 2022 si sono tenute il 12 e 13 giugno (con eventuale turno di ballottaggio il 26 e 27 giugno).

## Riepilogo sindaci eletti
Coalizione di centro-destra
     Coalizione di centro-sinistra
| Provincia | Comune | Popolazione legale (censimento 2022) | Sindaco uscente | Sindaco uscente           | Sindaco eletto | Sindaco eletto         | Primo turno | Primo turno | Secondo turno | Secondo turno | Seggi   |
| Provincia | Comune | Popolazione legale (censimento 2022) | Sindaco uscente | Sindaco uscente           | Sindaco eletto | Sindaco eletto         | Voti        | %           | Voti          | %             | Seggi   |
| --------- | ------ | ------------------------------------ | --------------- | ------------------------- | -------------- | ---------------------- | ----------- | ----------- | ------------- | ------------- | ------- |
| Perugia   | Todi   | 15 789                               |                 | Antonino Ruggiano (FI)    |                | Antonino Ruggiano (FI) | 4 520       | 58,11       | —             | —             | 10 / 16 |
| Terni     | Narni  | 18 258                               |                 | Francesco De Rebotti (PD) |                | Lorenzo Lucarelli (PD) | 5 409       | 64,79       | —             | —             | 11 / 16 |

## Perugia

### Todi
|                               | Antonino Ruggiano ✔️ Sindaco | 4 520                | 58,11 | Forza Italia        | 1 662 | 22,70 | 4  |  |  |
| Fratelli d'Italia             | Antonino Ruggiano ✔️ Sindaco | 4 520                | 58,11 | 1 377               | 18,81 | 4     |    |  |  |
| Per Todi con Ruspolini        | Antonino Ruggiano ✔️ Sindaco | 4 520                | 58,11 | 604                 | 8,25  | 1     |    |  |  |
| Todi Tricolore                | Antonino Ruggiano ✔️ Sindaco | 4 520                | 58,11 | 404                 | 5,52  | 1     |    |  |  |
| Lega Salvini                  | Antonino Ruggiano ✔️ Sindaco | 4 520                | 58,11 | 266                 | 3,63  | –     |    |  |  |
| Totale liste                  | Antonino Ruggiano ✔️ Sindaco | 4 520                | 58,11 | 4 313               | 58,90 | 10    |    |  |  |
|                               | Fabio Catterini              | 2 158                | 27,74 | Partito Democratico | 1 108 | 15,13 | 2  |  |  |
| Sinistra per Todi             | Fabio Catterini              | 2 158                | 27,74 | 408                 | 5,57  | 1     |    |  |  |
| Civici X Todi                 | Fabio Catterini              | 2 158                | 27,74 | 408                 | 5,57  | –     |    |  |  |
| Movimento 5 Stelle            | Fabio Catterini              | 2 158                | 27,74 | 118                 | 1,61  | –     |    |  |  |
| Seggio di coalizione          | Seggio di coalizione         | Seggio di coalizione | 27,74 | 1                   |       |       |    |  |  |
| Totale liste                  | Fabio Catterini              | 2 158                | 27,74 | 2 042               | 27,89 | 3     |    |  |  |
|                               | Floriano Pizzichini          | 1 101                | 14,15 | Todi Civica         | 459   | 6,27  | 1  |  |  |
| Azione con Calenda            | Floriano Pizzichini          | 1 101                | 14,15 | 296                 | 4,04  | –     |    |  |  |
| Progresso per Todi            | Floriano Pizzichini          | 1 101                | 14,15 | 212                 | 2,90  | –     |    |  |  |
| Seggio di coalizione          | Seggio di coalizione         | Seggio di coalizione | 14,15 | 1                   |       |       |    |  |  |
| Totale liste                  | Floriano Pizzichini          | 1 101                | 14,15 | 967                 | 13,21 | 1     |    |  |  |
| Totale                        | Totale                       | 7 779                | 100   |                     | 7 322 | 100   | 16 |  |  |
|                               |                              |                      |       |                     |       |       |    |  |  |
| Schede bianche                | Schede bianche               | 94                   | 1,17  |                     |       |       |    |  |  |
| Schede nulle                  | Schede nulle                 | 189                  | 2,34  |                     |       |       |    |  |  |
| Votanti                       | Votanti                      | 8 062                | 61,08 |                     |       |       |    |  |  |
| Elettori                      | Elettori                     | 13 199               |       |                     |       |       |    |  |  |
|                               |                              |                      |       |                     |       |       |    |  |  |
| Fonte: Ministero dell'interno |                              |                      |       |                     |       |       |    |  |  |

## Terni

### Narni
|                                            | Lorenzo Lucarelli ✔️ Sindaco | 5 409                | 64,79 | Partito Democratico    | 2 498 | 31,17 | 6  |  |  |
| Lucarelli Sindaco                          | Lorenzo Lucarelli ✔️ Sindaco | 5 409                | 64,79 | 1 017                  | 12,69 | 2     |    |  |  |
| Partito Socialista Italiano                | Lorenzo Lucarelli ✔️ Sindaco | 5 409                | 64,79 | 806                    | 10,06 | 2     |    |  |  |
| Movimento 5 Stelle                         | Lorenzo Lucarelli ✔️ Sindaco | 5 409                | 64,79 | 487                    | 6,08  | 1     |    |  |  |
| Unità X Narni - Sinistra Civica Ecologista | Lorenzo Lucarelli ✔️ Sindaco | 5 409                | 64,79 | 398                    | 4,97  | –     |    |  |  |
| Totale liste                               | Lorenzo Lucarelli ✔️ Sindaco | 5 409                | 64,79 | 5 206                  | 64,96 | 11    |    |  |  |
|                                            | Cecilia Cari                 | 2 552                | 30,57 | Fratelli d'Italia      | 1 207 | 15,06 | 2  |  |  |
| Lega                                       | Cecilia Cari                 | 2 552                | 30,57 | 699                    | 8,72  | 1     |    |  |  |
| Forza Italia                               | Cecilia Cari                 | 2 552                | 30,57 | 420                    | 5,24  | 1     |    |  |  |
| #Io Apro - Rinascimento Vittorio Sgarbi    | Cecilia Cari                 | 2 552                | 30,57 | 124                    | 1,55  | –     |    |  |  |
| Seggio di coalizione                       | Seggio di coalizione         | Seggio di coalizione | 30,57 | 1                      |       |       |    |  |  |
| Totale liste                               | Cecilia Cari                 | 2 552                | 30,57 | 2 450                  | 30,57 | 4     |    |  |  |
|                                            | Roberto Pei                  | 239                  | 2,86  | Rifondazione Comunista | 223   | 2,78  | –  |  |  |
|                                            | Maurizio Bufi                | 149                  | 1,78  | Bufi Sindaco           | 135   | 1,68  | –  |  |  |
| Totale                                     | Totale                       | 8 349                | 100   |                        | 8 014 | 100   | 16 |  |  |
|                                            |                              |                      |       |                        |       |       |    |  |  |
| Schede bianche                             | Schede bianche               | 93                   | 1,07  |                        |       |       |    |  |  |
| Schede nulle                               | Schede nulle                 | 240                  | 2,76  |                        |       |       |    |  |  |
| Votanti                                    | Votanti                      | 8 682                | 55,80 |                        |       |       |    |  |  |
| Elettori                                   | Elettori                     | 15 560               |       |                        |       |       |    |  |  |
|                                            |                              |                      |       |                        |       |       |    |  |  |
| Fonte: Ministero dell'interno              |                              |                      |       |                        |       |       |    |  |  |